# Anthurium sytsmae
Anthurium sytsmae är en kallaväxtart som beskrevs av Thomas Bernard Croat. Anthurium sytsmae ingår i släktet Anthurium och familjen kallaväxter. Inga underarter finns listade.